# Coupe du monde de télémark 2024-2025
Navigation
2023-2024 2025-2026
La coupe du monde de télémark 2024-2025 se déroule du 20 décembre 2023 à Pinzolo (Italie) au 29 mars 2024 à Thyon (Suisse). La compétition est mise en place par la Fédération internationale de ski et de snowboard où 20 épreuves, masculines comme féminines, déterminent le vainqueur du classement général qui reçoit le grand globe de cristal.

## Programme de la saison
20 épreuves sont initialement prévues pour les hommes comme pour les femmes dans 8 stations situées dans 6 pays européens différents. La coupe du monde fait étape en Suède pour la première fois depuis plus de dix ans.

### Attribution des points
Le système donne 100 points au vainqueur puis un nombre de points décroissant jusqu'à la 30e place à l'exception du parallèle où les 31e et 32e récoltent également un point.
| Place  | 1   | 2  | 3  | 4  | 5  | 6  | 7  | 8  | 9  | 10 | 11 | 12 | 13 | 14 | 15 | 16 | 17 | 18 | 19 | 20 | 21 | 22 | 23 | 24 | 25 | 26 | 27 | 28 | 29 | 30 |
| ------ | --- | -- | -- | -- | -- | -- | -- | -- | -- | -- | -- | -- | -- | -- | -- | -- | -- | -- | -- | -- | -- | -- | -- | -- | -- | -- | -- | -- | -- | -- |
| Points | 100 | 80 | 60 | 50 | 45 | 40 | 36 | 32 | 29 | 26 | 24 | 22 | 20 | 18 | 16 | 15 | 14 | 13 | 12 | 11 | 10 | 9  | 8  | 7  | 6  | 5  | 4  | 3  | 2  | 1  |

## Tableau d'honneur
| Discipline        | Homme              | Femme                |
| ----------------- | ------------------ | -------------------- |
| Général           | Trym Nygaard Løken | Jasmin Taylor        |
| Classique         | Trym Nygaard Løken | Jasmin Taylor        |
| Sprint            | Trym Nygaard Løken | Jasmin Taylor        |
| Sprint parallèle  | Trym Nygaard Løken | Argeline Tan-Bouquet |
| Coupe des nations | France             | France               |

## Déroulement de la saison
Le premier week-end de course a lieu à Pinzolo en Italie avec deux sprints. Du côté masculin, le Norvégien Trym Nygaard Løken remporte les deux épreuves en devançant les Français Yoann Rostolan et Noé Claye le premier jour puis l'Italien Raphael Mahlknecht et le Suisse Nicolas Michel le deuxième jour. Chez les femmes, la Britannique Jasmin Taylor remporte le premier sprint devant les Françaises Augustine Carliez et Camille Bourbon,. La Norvégienne Kaja Bjørnstad Konow remporte le deuxième sprint en devançant la Française Argeline Tan-Bouquet et Jasmin Taylor.

## Classement général
| Rang | Nom                  | Points | Victoire(s) | Podium(s) |
| ---- | -------------------- | ------ | ----------- | --------- |
| 1    | Trym Nygaard Løken   | 200    | 2           | 2         |
| 2    | Yoann Rostolan       | 125    | 0           | 1         |
| 3    | Raphael Mahlknecht   | 116    | 0           | 1         |
| 4    | Nicolas Michel       | 105    | 0           | 1         |
| 5    | Alexis Page          | 100    | 0           | 1         |
| 6    | Noé Claye            | 89     | 0           | 1         |
| 7    | Romain Beney         | 72     | 0           | 0         |
| 8    | Charly Petex         | 62     | 0           | 0         |
| 9    | Jacob Alveberg       | 54     | 0           | 0         |
| 10   | Théo Sillon          | 53     | 0           | 0         |
| 11   | Timo Walser          | 49     | 0           | 0         |
| 12   | Mikkel Nygaard Løken | 40     | 0           | 0         |
| 12   | Giacomo Bormolini    | 40     | 0           | 0         |
| 12   | Adrian Ball          | 40     | 0           | 0         |
| 15   | Zian Peccoux         | 36     | 0           | 0         |
| 16   | Élie Nabot           | 33     | 0           | 0         |
| 17   | Maxime Mosset        | 27     | 0           | 0         |
| 17   | Leonhard Müller      | 27     | 0           | 0         |
| 19   | Alvin Noaksson       | 26     | 0           | 0         |
| 20   | Even Opheim          | 24     | 0           | 0         |

| Rang | Nom                     | Points | Victoire(s) | Podium(s) |
| ---- | ----------------------- | ------ | ----------- | --------- |
| 1    | Jasmin Taylor           | 160    | 1           | 2         |
| 2    | Kaja Bjørnstad Konow    | 150    | 1           | 1         |
| 3    | Augustine Carliez       | 125    | 0           | 1         |
| 3    | Argeline Tan-Bouquet    | 125    | 0           | 1         |
| 5    | Camille Bourbon         | 110    | 0           | 1         |
| 6    | Laly Chaucheprat        | 76     | 0           | 0         |
| 6    | Gøril Strøm Eriksen     | 76     | 0           | 0         |
| 8    | Ella Strøm Eriksen      | 58     | 0           | 0         |
| 8    | Coletta Frick           | 58     | 0           | 0         |
| 8    | Anne Katharina Kessler  | 58     | 0           | 0         |
| 11   | Emma Araldsen           | 46     | 0           | 0         |
| 12   | Maëly Vernet            | 42     | 0           | 0         |
| 13   | Alessia Sami Casagrande | 35     | 0           | 0         |
| 14   | Zuzanna Stachowska      | 32     | 0           | 0         |
| 14   | Karin Abrahamsson       | 32     | 0           | 0         |
| 16   | Berit Junger            | 24     | 0           | 0         |
| 17   | Magdalena Kern          | 18     | 0           | 0         |

## Classements de chaque discipline

### Classique
| Rang | Nom | Points | Victoire(s) | Podium(s) |
| ---- | --- | ------ | ----------- | --------- |
| 1    |     |        |             |           |
| 2    |     |        |             |           |
| 3    |     |        |             |           |
| 4    |     |        |             |           |
| 5    |     |        |             |           |
| 6    |     |        |             |           |
| 7    |     |        |             |           |
| 8    |     |        |             |           |
| 9    |     |        |             |           |
| 10   |     |        |             |           |

| Rang | Nom | Points | Victoire(s) | Podium(s) |
| ---- | --- | ------ | ----------- | --------- |
| 1    |     |        |             |           |
| 2    |     |        |             |           |
| 3    |     |        |             |           |
| 4    |     |        |             |           |
| 5    |     |        |             |           |
| 6    |     |        |             |           |
| 7    |     |        |             |           |
| 8    |     |        |             |           |
| 9    |     |        |             |           |
| 10   |     |        |             |           |

### Sprint
| Rang | Nom                | Points | Victoire(s) | Podium(s) |
| ---- | ------------------ | ------ | ----------- | --------- |
| 1    | Trym Nygaard Løken | 200    | 2           | 2         |
| 2    | Yoann Rostolan     | 125    | 0           | 1         |
| 3    | Raphael Mahlknecht | 116    | 0           | 1         |
| 4    | Nicolas Michel     | 105    | 0           | 1         |
| 5    | Alexis Page        | 100    | 0           | 1         |
| 6    | Noé Claye          | 89     | 0           | 1         |
| 7    | Romain Beney       | 72     | 0           | 0         |
| 8    | Charly Petex       | 62     | 0           | 0         |
| 9    | Jacob Alveberg     | 54     | 0           | 0         |
| 10   | Théo Sillon        | 53     | 0           | 0         |

| Rang | Nom                    | Points | Victoire(s) | Podium(s) |
| ---- | ---------------------- | ------ | ----------- | --------- |
| 1    | Jasmin Taylor          | 160    | 1           | 2         |
| 2    | Kaja Bjørnstad Konow   | 150    | 1           | 1         |
| 3    | Augustine Carliez      | 125    | 0           | 1         |
| 3    | Argeline Tan-Bouquet   | 125    | 0           | 1         |
| 5    | Camille Bourbon        | 110    | 0           | 1         |
| 6    | Laly Chaucheprat       | 76     | 0           | 0         |
| 6    | Gøril Strøm Eriksen    | 76     | 0           | 0         |
| 8    | Ella Strøm Eriksen     | 58     | 0           | 0         |
| 8    | Coletta Frick          | 58     | 0           | 0         |
| 8    | Anne Katharina Kessler | 58     | 0           | 0         |

### Sprint parallèle
| Rang | Nom | Points | Victoire(s) | Podium(s) |
| ---- | --- | ------ | ----------- | --------- |
| 1    |     |        |             |           |
| 2    |     |        |             |           |
| 3    |     |        |             |           |
| 4    |     |        |             |           |
| 5    |     |        |             |           |
| 6    |     |        |             |           |
| 7    |     |        |             |           |
| 8    |     |        |             |           |
| 9    |     |        |             |           |
| 10   |     |        |             |           |

| Rang | Nom | Points | Victoire(s) | Podium(s) |
| ---- | --- | ------ | ----------- | --------- |
| 1    |     |        |             |           |
| 2    |     |        |             |           |
| 3    |     |        |             |           |
| 4    |     |        |             |           |
| 5    |     |        |             |           |
| 6    |     |        |             |           |
| 7    |     |        |             |           |
| 8    |     |        |             |           |
| 9    |     |        |             |           |
| 10   |     |        |             |           |

## Coupe des nations
| Rang | Nation    | Points | Victoire(s) | Podium(s) |
| ---- | --------- | ------ | ----------- | --------- |
| 1    | France    | 986    | 0           | 5         |
| 2    | Norvège   | 648    | 3           | 3         |
| 3    | Suisse    | 253    | 0           | 1         |
| 4    | Allemagne | 196    | 0           | 0         |
| 5    | Italie    | 191    | 0           | 1         |

| Rang | Nation  | Points | Victoire(s) | Podium(s) |
| ---- | ------- | ------ | ----------- | --------- |
| 1    | France  | 508    | 0           | 2         |
| 2    | Norvège | 318    | 2           | 2         |
| 3    | Suisse  | 253    | 0           | 1         |
| 4    | Italie  | 156    | 0           | 1         |
| 5    | Suède   | 62     | 0           | 0         |

| Rang | Nation      | Points | Victoire(s) | Podium(s) |
| ---- | ----------- | ------ | ----------- | --------- |
| 1    | France      | 478    | 0           | 3         |
| 2    | Norvège     | 330    | 1           | 1         |
| 3    | Royaume-Uni | 160    | 1           | 2         |
| 4    | Allemagne   | 158    | 0           | 0         |
| 5    | Italie      | 35     | 0           | 0         |

## Calendrier et résultats

### Messieurs
| N°                                                                 | Lieu              | Date             | Épreuve          | Vainqueur          | Deuxième           | Troisième      |
| ------------------------------------------------------------------ | ----------------- | ---------------- | ---------------- | ------------------ | ------------------ | -------------- |
| 1                                                                  | Pinzolo           | 21 décembre 2023 | Sprint           | Trym Nygaard Løken | Yoann Rostolan     | Noé Claye      |
| 2                                                                  | Pinzolo           | 21 décembre 2024 | Sprint           | Trym Nygaard Løken | Raphael Mahlknecht | Nicolas Michel |
| 3                                                                  | Carezza           | 15 janvier 2025  | Sprint           | [[]]               | [[]]               | [[]]           |
| 4                                                                  | Carezza           | 16 janvier 2025  | Sprint           | [[]]               | [[]]               | [[]]           |
| 5                                                                  | Melchsee-Frutt    | 24 janvier 2025  | Sprint parallèle | [[]]               | [[]]               | [[]]           |
| 6                                                                  | Melchsee-Frutt    | 25 janvier 2025  | Sprint parallèle | [[]]               | [[]]               | [[]]           |
| 7                                                                  | Trillevallen (sv) | 7 février 2025   | Sprint           | [[]]               | [[]]               | [[]]           |
| 8                                                                  | Trillevallen (sv) | 8 février 2025   | Sprint           | [[]]               | [[]]               | [[]]           |
| 9                                                                  | Ål                | 14 février 2025  | Sprint           | [[]]               | [[]]               | [[]]           |
| 10                                                                 | Ål                | 15 février 2025  | Sprint parallèle | [[]]               | [[]]               | [[]]           |
| 11                                                                 | Ål                | 16 février 2025  | Classique        | [[]]               | [[]]               | [[]]           |
| 12                                                                 | Krvavec           | 6 mars 2025      | Sprint           | [[]]               | [[]]               | [[]]           |
| 13                                                                 | Krvavec           | 7 mars 2025      | Sprint           | [[]]               | [[]]               | [[]]           |
| 14                                                                 | Krvavec           | 8 mars 2025      | Classique        | [[]]               | [[]]               | [[]]           |
| 15                                                                 | Pra-Loup          | 11 mars 2024     | Classique        | [[]]               | [[]]               | [[]]           |
| 16                                                                 | Pra-Loup          | 12 mars 2024     | Classique        | [[]]               | [[]]               | [[]]           |
| 17                                                                 | Pra-Loup          | 14 mars 2024     | Sprint           | [[]]               | [[]]               | [[]]           |
| Les Contamines-Montjoie Championnats du monde (19 au 23 mars 2025) |                   |                  |                  |                    |                    |                |
| Finales                                                            |                   |                  |                  |                    |                    |                |
| 18                                                                 | Thyon             | 27 mars 2024     | Classique        | [[]]               | [[]]               | [[]]           |
| 19                                                                 | Thyon             | 28 mars 2024     | Sprint           | [[]]               | [[]]               | [[]]           |
| 20                                                                 | Thyon             | 29 mars 2024     | Sprint parallèle | [[]]               | [[]]               | [[]]           |

### Dames
| N°                                                                 | Lieu              | Date             | Épreuve          | Vainqueur            | Deuxième             | Troisième       |
| ------------------------------------------------------------------ | ----------------- | ---------------- | ---------------- | -------------------- | -------------------- | --------------- |
| 1                                                                  | Pinzolo           | 21 décembre 2023 | Sprint           | Jasmin Taylor        | Augustine Carliez    | Camille Bourbon |
| 2                                                                  | Pinzolo           | 21 décembre 2024 | Sprint           | Kaja Bjørnstad Konow | Argeline Tan-Bouquet | Jasmin Taylor   |
| 3                                                                  | Carezza           | 15 janvier 2025  | Sprint           | [[]]                 | [[]]                 | [[]]            |
| 4                                                                  | Carezza           | 16 janvier 2025  | Sprint           | [[]]                 | [[]]                 | [[]]            |
| 5                                                                  | Melchsee-Frutt    | 24 janvier 2025  | Sprint parallèle | [[]]                 | [[]]                 | [[]]            |
| 6                                                                  | Melchsee-Frutt    | 25 janvier 2025  | Sprint parallèle | [[]]                 | [[]]                 | [[]]            |
| 7                                                                  | Trillevallen (sv) | 7 février 2025   | Sprint           | [[]]                 | [[]]                 | [[]]            |
| 8                                                                  | Trillevallen (sv) | 8 février 2025   | Sprint           | [[]]                 | [[]]                 | [[]]            |
| 9                                                                  | Ål                | 14 février 2025  | Sprint           | [[]]                 | [[]]                 | [[]]            |
| 10                                                                 | Ål                | 15 février 2025  | Sprint parallèle | [[]]                 | [[]]                 | [[]]            |
| 11                                                                 | Ål                | 16 février 2025  | Classique        | [[]]                 | [[]]                 | [[]]            |
| 12                                                                 | Krvavec           | 6 mars 2025      | Sprint           | [[]]                 | [[]]                 | [[]]            |
| 13                                                                 | Krvavec           | 7 mars 2025      | Sprint           | [[]]                 | [[]]                 | [[]]            |
| 14                                                                 | Krvavec           | 8 mars 2025      | Classique        | [[]]                 | [[]]                 | [[]]            |
| 15                                                                 | Pra-Loup          | 11 mars 2024     | Classique        | [[]]                 | [[]]                 | [[]]            |
| 16                                                                 | Pra-Loup          | 12 mars 2024     | Classique        | [[]]                 | [[]]                 | [[]]            |
| 17                                                                 | Pra-Loup          | 14 mars 2024     | Sprint           | [[]]                 | [[]]                 | [[]]            |
| Les Contamines-Montjoie Championnats du monde (19 au 23 mars 2025) |                   |                  |                  |                      |                      |                 |
| Finales                                                            |                   |                  |                  |                      |                      |                 |
| 18                                                                 | Thyon             | 27 mars 2024     | Classique        | [[]]                 | [[]]                 | [[]]            |
| 19                                                                 | Thyon             | 28 mars 2024     | Sprint           | [[]]                 | [[]]                 | [[]]            |
| 20                                                                 | Thyon             | 29 mars 2024     | Sprint parallèle | [[]]                 | [[]]                 | [[]]            |

### Résultats officiels
1. ↑  (en) « Pinzolo (ITA) : Men's Sprint », sur fis-ski.com, 20 décembre 2024 (consulté le 21 décembre 2024).
2. ↑  (en) « Pinzolo (ITA) : Men's Sprint », sur fis-ski.com, 21 décembre 2024 (consulté le 21 décembre 2024).
3. ↑  (en) « Pinzolo (ITA) : Women's Sprint », sur fis-ski.com, 20 décembre 2024 (consulté le 21 décembre 2024).
4. ↑  (en) « Pinzolo (ITA) : Men's Sprint », sur fis-ski.com, 21 décembre 2024 (consulté le 21 décembre 2024).